# Противоопухолевые препараты
Противоопухолевые препараты (антибластомные препараты) — препараты, которые нарушают развитие истинных опухолей (рак, саркома и др.) и гемобластозов. Согласно международной анатомо-терапевтическо-химической классификации (рус. АТХ, англ. ATC), относится к коду L «Противоопухолевые препараты и иммуномодуляторы».

## АТХ группа L
- L01 Противоопухолевые препараты
  - L01A Алкилирующие антинеопластические препараты
  - L01B Антиметаболиты
  - L01C Алкалоиды растительного происхождения
  - L01D Противоопухолевые антибиотики
  - Другие противоопухолевые препараты
    - Соединения платины: цисплатин, оксоплатин, карбоплатин, оксалиплатин, циклоплатам
- L02 Противоопухолевые гормональные препараты
- L03 Иммуномодуляторы
- L04 Иммунодепрессанты

## История
В 1946 году зарегистрировали первый противоопухолевый препарат. Это был Эмбихин, созданный на основе иприта, отравляющего газа, который применялся во время первой мировой войны.

## Цитотоксические и цитостатические препараты
Цитотоксины — группа противоопухолевых препаратов, которые вызывают некроз раковых клеток. При некрозе повреждаются оболочка, ядро и другие её компоненты, что ведет к смерти клетки.
Цитостатики, в отличие от цитотоксинов, запускают внутри злокачественной клетки процесс апоптоза — программы самоуничтожения, заложенной в любой клетке с момента её рождения. Среди цитостатических препаратов наиболее известны Доксорубицин, Цисплатин, Фторурацил, Гидроксимочевина, Циклофосфан.

## Другие противоопухолевые вещества
- Берберин
- Гармин
- Галангин
- Дазатиниб
- Куркумин
- Фукоидан
- Мирицетин

## Побочные эффекты
Большинство противоопухолевых препаратов очень токсичны, поэтому схемы и продолжительность химиотерапии выбирают с учётом побочных эффектов. Основными побочными эффектами являются слабость и выпадение волос.
Некоторые особо токсичные препараты иногда могут вызвать тошноту и рвоту, особенно у детей. До начала введения препаратов высокой степени эметогенности, таких как, например, цисплатин или высокие дозы цитозара, необходимо в схему сопроводительной терапии обязательно включать противорвотные препараты и проводить лечение ими в течение всего курса химиотерапии. Наиболее активными являются селективные блокаторы 5НТ3-рецепторов (зофран, китрил, новобан).
Как и противотуберкулезные препараты, противоопухолевые препараты оказывают действие на состав крови и нейротоксическое действие.

### Алопеция
Волосы растут из фолликул, в которых находятся быстроделящиеся клетки. Противоопухолевые химиопрепараты воздействуют на быстроделящиеся клетки, вследствие чего фолликулы отмирают. Частичная или полная потеря волос неизбежна, но в любом случае после окончания химиотерапии волосы отрастают. По той же причине страдают ногти.
Сегодня разработан оригинальный способ, позволяющий предотвратить алопецию и воздействие на ногти, путём охлаждения рук, ног, головы во время химиотерапии. Понижение температуры позволяет сохранить клетки.

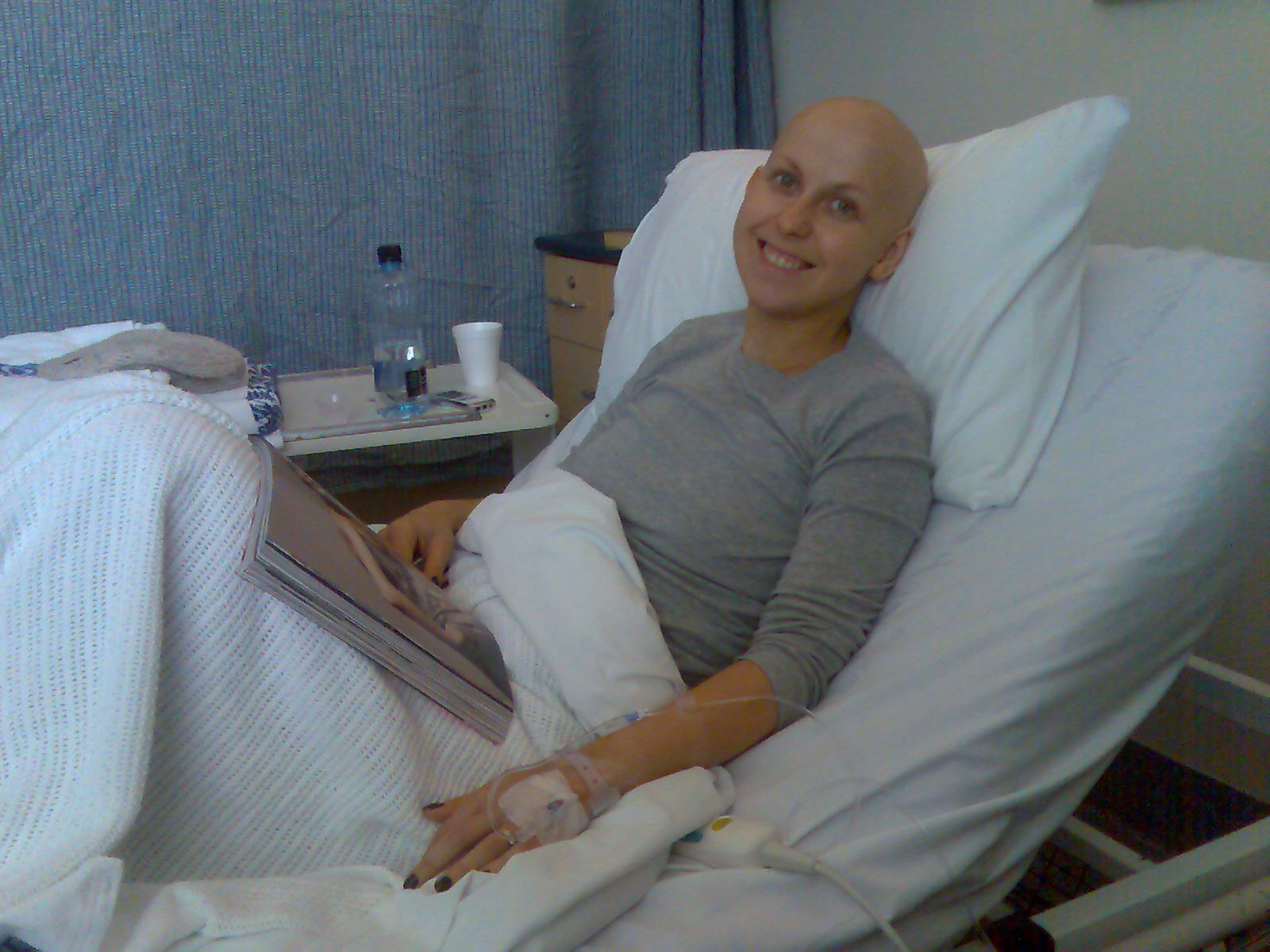
У пациентки отсутствует волосяной покров вследствие противораковой терапии
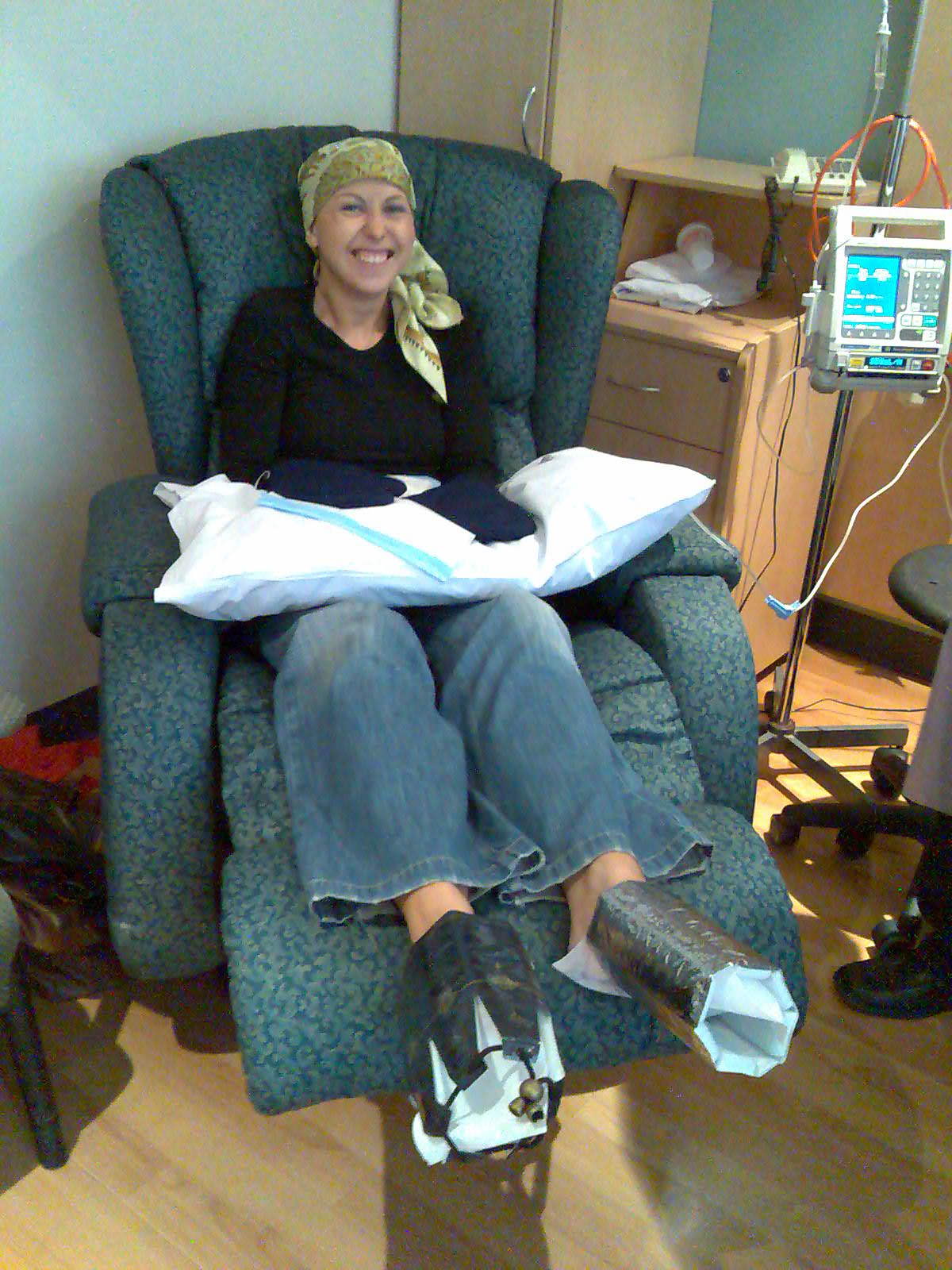
Женщина проходит химиотерапию доцетакселом против рака груди. Руки и ноги охлаждаются для уменьшения негативного воздействия на ногти
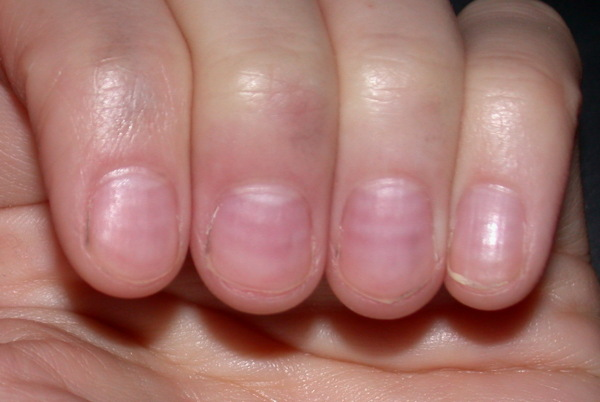
Ногти поврежденные в процессе химиотерапии
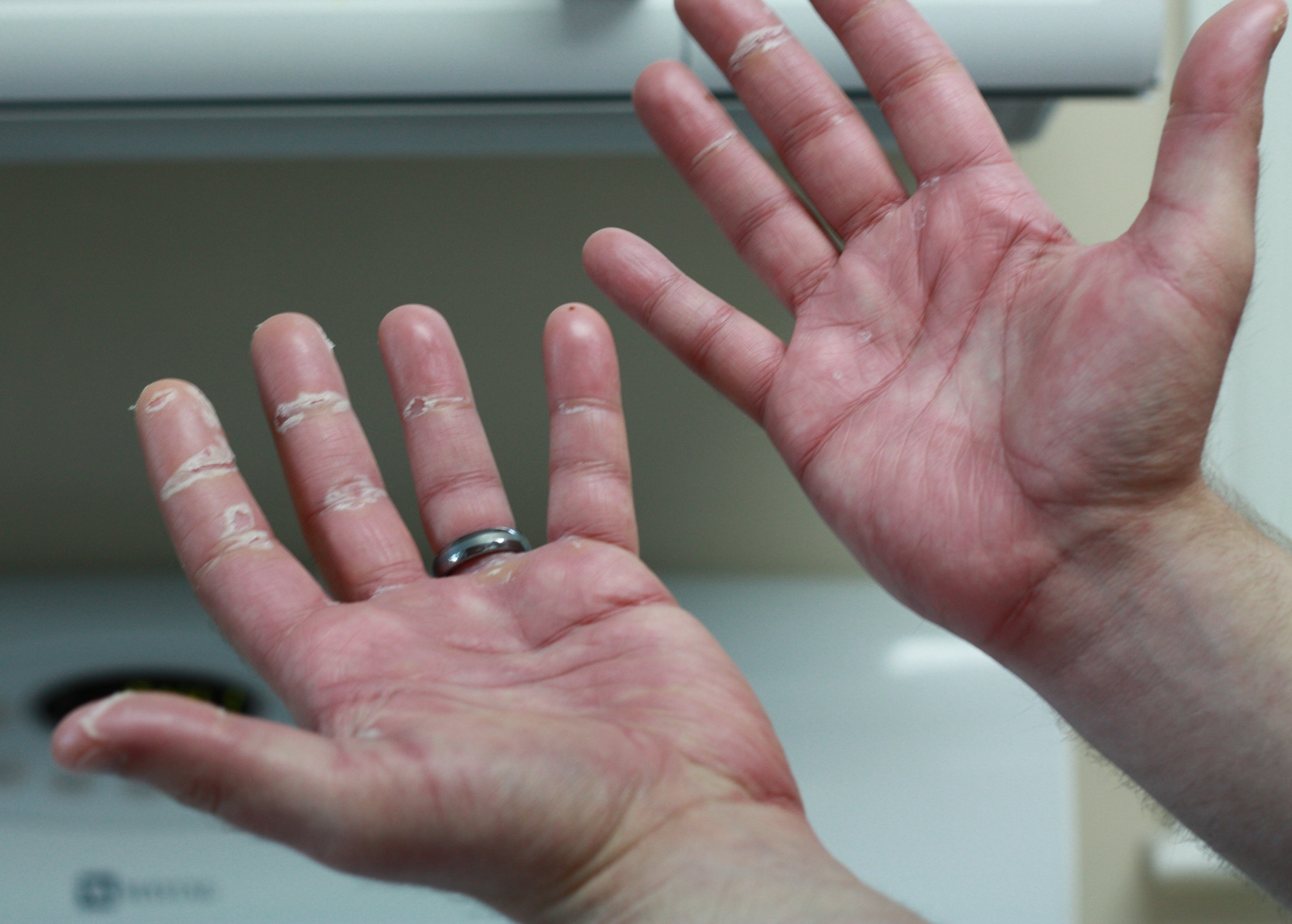
Руки пациента примерно через десять дней химиотерапии капецитабином с признаками эритемы средней тяжести